# Cats Don't Dance
Cats Don't Dance è un film del 1997 diretto da Mark Dindal.
È un film d'animazione statunitense prodotto da Turner Entertainment. Ambientato in un mondo in cui gli esseri umani e gli animali antropomorfi vivono fianco a fianco, si concentra su un gatto di nome Danny che vuole sfondare nel mondo dello spettacolo a Hollywood. Le voci dei personaggi principali sono di Scott Bakula e Jasmine Guy. È stato l'esordio alla regia dell'ex animatore Disney Mark Dindal.

## Trama
Ambientato nel 1938, Danny è un gatto ottimista che sogna di diventare una stella del cinema di Hollywood. Appena riesce ad avere un ruolo in un film intitolato "Lil' Ark Angel" rimane deluso nel sapere che sul copione lui deve dire solo "MIAO" come la sua compagna Sawyer (una gatta bianca di cui Danny s'innamora) e il resto degli animali che devono solo dire una volta il loro verso animalesco. Il film che devono recitare infatti ha come attrice con un ruolo protagonista Darla Dimple, una bambina con i riccioli biondi che sembra un angelo dietro le telecamere e davanti al pubblico, ma nella sua vera natura è una bambina malvagia, capricciosa, folle, sadica, viziata e priva di scrupoli che vuole mettersi al centro dell'attenzione. Mentre stanno girando il film (che è una chiara imitazione dell'arca di Noè) Danny non dà retta al copione e esprime il suo "MIAO" musicalmente cantato. Darla s'innervosisce e chiama il suo perfido maggiordomo Max (un uomo mastodontico e mostruosamente alto e muscoloso) per dare una lezione al gatto. Durante la sera Danny è deluso nel sapere che lui e gli altri animali hanno un ruolo meno importante. Più tardi incontra il piccolo pinguino Peabo anche lui desideroso di diventare una star e Wooly, un elefante asiatico che ama suonare il pianoforte, ma deve fare invece da mascotte per la Mammoth Pictures, ossia i produttori che si occupano del film da girare, facendo l'imitazione del verso del leone della Metro-Goldwyn-Mayer.
I tre amici parlano e Danny nota che alcuni attori con cui lavorava, Sawyer inclusa, erano già delle star di musicals, ma che più tardi avevano perso quel ruolo. Il giorno dopo Danny chiama tutti gli animali che recitano nel film, incoraggiandoli a cantare e a ballare come una volta. Questo fa innervosire ancora Darla che è disposta a tutto pur di avere gli occhi puntati su di lei, ed elabora un piano invitando Danny a casa sua facendogli credere che permetterà a lui e ai suoi amici di avere anche il ruolo dove potranno cantare e ballare. Danny la crede e il giorno dopo dice agli altri animali della loro conversazione senza accorgersi però dell'evidente inganno. Mentre sono sul set dentro l'arca, Darla assieme a Max sabota il film causando un'inondazione che fa diventare furibondo il capo della Mammoth Pictures e il regista che accusano gli animali e li licenziano. Darla, soddisfatta, ringrazia Danny mettendo tutti gli attori licenziati contro di lui.
Sawyer però è colpita per i tentativi di Danny per restituire agli animali il loro ruolo, ma quando cerca di fermarlo lui ha già preso il tram per tornare a casa. Mentre l'autista chiacchiera con il gatto (essendo l'unico passeggero presente nel mezzo), Danny guarda fuori dal finestrino notando i suoi amici arresi. Danny allora vuole fare un altro tentativo per permettere agli animali di poter essere star del cinema così chiede all'autista di fermare il tram e scende per consolare il suo amico Peabo e dirgli di avere un'altra idea. Danny decide di invitare gli animali che erano stelle del cinema musical alla prima del film "Lil' Ark Angel". La sera in cui c'è la prima del film gli animali entrano nel cinema senza porsi la domanda del perché dell'invito, mentre Darla si gode lo spettacolo dal palchetto assieme al regista, il capo della Mammoth Pictures e il suo maggiordomo Max. Danny e Peabo intanto sono dietro la tela dello schermo che mostra il film organizzano il loro piano per rivelare al pubblico del sabotaggio di Darla, Max però li scopre, ma il suo tentativo di fermarli si rivela vano e vola via con il palloncino gigante ad elio di Darla.
Appena il film finisce il pubblico applaude e Danny si mette sul palco per cercare di spiegare l'ingiustizia che ha dovuto subire dalla bambina, nessuno gli crede e gli amici che aveva invitato sono spariti dai loro posti. Teme che anche questo tentativo sia fallito, ma dietro di lui esce dal tendone Sawyer dicendogli che è dalla sua parte, ma gli altri animali invitati si rifiutano di tornare a fare le star allora il gatto pone la sua domanda "se avete voluto abbandonare la vostra carriera perché siete ancora qui?". Questa domanda li confonde facendoli poi ricrede e tutti insieme cantano e ballano davanti al pubblico lasciandolo senza parole. Darla decide di sabotare lo spettacolo, ma i suoi tentativi con i riflettori rendono il musical degli animali ancora più stupefacente per il pubblico che alla fine della canzone applaude emozionato. Darla è furiosa e rivela davanti agli animali del suo sabotaggio e di quanto lei odiasse gli animali senza accorgersi però di avere un microfono tra i capelli. Il pubblico la sente e il capo la licenzia permettendo così agli animali di riavere un ruolo da star.
Alla fine del film si vedono manifesti di varie imitazioni e parodie di film con gli animali al posto dei personaggi umani quali: Cantando sotto la pioggia, Casablanca, The Mask, Tartarughe Ninja alla riscossa, Le streghe di Eastwick, Due irresistibili brontoloni, Superman, Twister, Beetlejuice - Spiritello porcello, Batman & Robin e Free Willy - Un amico da salvare, fino ad un manifesto con scritto "THE END" che Darla, vestita da bidello e con il broncio, attacca finché non si staccherà e la farà cadere dando così inizio ai crediti.

## Personaggi
- Danny: protagonista del film. Un gatto ingenuo e testardo, ma molto ambizioso e ottimista che desidera diventare una star di Hollywood. In seguito si innamora dell'affascinante e splendida micetta bianca Sawyer.
- Sawyer: una gattina bianca affascinante e un po' cinica di cui Danny avrà una cotta. Starà al suo fianco, aiutandolo a fare di lui una star di Hollywood e ricambia i suoi sentimenti verso la fine del film.
- Darla Dimple: la principale antagonista del film. Un'attrice bambina che dall'apparenza è dolce e carina ma nella sua vera natura è arrogante, istrionica, esibizionista, capricciosa e viziata che odia profondamente gli animali, ma a sua volta, Darla è temuta e forse disprezzata dai truccatori.
- Max: il grande e forte maggiordomo e scagnozzo della malvagia Darla Dimple, arcinemico di Danny ed antagonista secondario del film. Obbedisce ad ogni suo comando e non esita a punire chiunque la ostacoli. Si serve della sua forza possente che a Darla manca fisicamente, visto che lei è solo una bambina piccola.
- Tillie Hippo: una femmina di ippopotamo molto ottimista che cerca di far vedere il lato positivo in ogni situazione. Lei è molto divertente, come viene accennato dalla sua risata, e da come fa le presentazioni di gruppo in modo rapido.
- Woolie Mammoth: un elefante asiatico buono e saggio, mascotte della Mammoth Pictures. Originariamente era venuto a Hollywood per scrivere ed eseguire musica e agisce come un mentore per Danny. Woolie è una parodia evidente della mascotte della Metro-Goldwyn-Mayer, Leo il Leone.
- L.B. Mammoth: il capo della Mammoth Pictures.
- Flanigan: il regista del film "Li'l Ark Angel".
- Frances Albacore: una pesciolina sarcastica che balla con Cranston, ed è sempre con un bocchino in bocca, riferimento a Crudelia De Mon del film Disney La carica dei 101, personaggio doppiato dalla sua doppiatrice Betty Lou Gerson.
- Cranston Goat: un caprone anziano e irritabile che ama sorprendentemente ballare. Viene sempre visto in coppia con Frances.
- Pudge: un giovane pinguino che considera Danny come un fratello maggiore per lui, ed è il primo amico di quest'ultimo.
- T.W. Turtle: Apparentemente poco intelligente, tartaruga nervosa e superstiziosa, che cerca la sicurezza tramite i bigliettini dei biscotti della fortuna. Originariamente era venuto a Hollywood nella speranza di essere una star, tipo Errol Flynn.
- Farley Wink: un agente per gli attori animali, molto chiacchierone e dalla parlantina veloce.

## Produzione
Il film, diretto da Mark Dindal su una sceneggiatura di Roberts Gannaway, Cliff Ruby, Elana Lesser e Theresa Cullen con il soggetto di Mark Dindal, Robert Lence, Brian McEntee, Rick Schneider, David Womersley e Kelvin Yasuda, fu prodotto da Bill Bloom, Timothy Campbell, Paul Gertz e David Kirschner per la David Kirschner Productions e la Turner Feature Animation.

## Distribuzione
Il film fu distribuito negli Stati Uniti nel 1997 dal 26 marzo 1997 al cinema dalla Warner Bros. Pictures con il titolo Cats Don't Dance.
Alcune delle uscite internazionali sono state:
- in Finlandia il 6 maggio 1998 (in anteprima)
- nel Regno Unito nell'agosto del 1998 (in anteprima)
- in Giappone il 20 novembre 1998
- in Svezia (Katter dansar inte)
- in Ungheria (A macskák nem táncolnak)
- in Francia (Danny le chat superstar)
- in Germania (Danny, der Kater)
- in Brasile (Gatos Não Sabem Dançar)
- in Canada (Les chats ne dansent pas)
- in Spagna (Los gatos no bailan)
- in Serbia (Mačke ne plešu)
- in Portogallo (Os Gatos Não Sabem Dançar)
- in Paesi Bassi (Danny de dansende kat)

Non essendo mai stato doppiato, il film fu pubblicato con sottotitoli in italiano il 18 aprile 2014 sulle piattaforme di streaming e download digitale.

## Promozione
La tagline è: "For a Bunch of Funny Friends Trying to Break Into Show Business...".

## Curiosità
- Darla Dimple è una parodia della celebre bambina Shirley Temple; il suo nome è stato preso da un'altra bambina prodigio degli anni Trenta, Darla Hood.
- I manifesti alla fine sono tutte parodie di film della Warner Bros., New Line Cinema e Turner Entertainment. I realizzatori originariamente avevano pensato di aggiungere altre parodie di film famosi come Tutti insieme appassionatamente (1965) e Guerre stellari (1977), ma alla fine abbandonarono l'idea, perché avrebbe richiesto di pagare i diritti di licenza.
- Il logo della Mammoth Pictures, è una parodia del logo della MGM, e sfoggia il motto latino "Optimum Est Massimo" - "Bigger is Better".
- Secondo l'animatrice Lauren Faust, Nancy Giles era originariamente scelta come voce di Sawyer nei dialoghi, e molte scene sono state animate per la sua performance. Jasmine Guy sostituì Giles quando il progetto era al 90%. La voce originale per il personaggio era molto più profonda, con un conseguente e notevole contrasto tra la voce parlata di Sawyer (Jasmine Guy) e quella cantata (Natalie Cole).
- Il film è uscito nelle sale statunitensi insieme al corto animato Pullet Surprise.
- Questo è il primo (ed ultimo) film per la breve durata della Turner Feature Animation. Nel bel mezzo della produzione, Ted Turner ha venduto la sua azienda alla Time Warner.
- "LB Mammoth" è una chiara parodia di Louis B. Mayer, capo della Metro Goldwyn Mayer (1924-1951).
- Alcune caricature di celebrità dell'epoca presenti nel film sono (in ordine di apparizione): Jimmy Durante, Bette Davis, Stan Laurel e Oliver Hardy, Mae West, Joan Crawford, Cary Grant, W.C. Fields e Clark Gable.
- Il film è stato inizialmente annunciato nel giugno 1993 come produzione di Lost Boys, Michael Jackson e David Kirshner. Una combinazione di live action e CGI, era stata interpretata, coreografata e segnata da Jackson. Questa versione non è mai apparsa sullo schermo.
- Questo è l'ultimo film in cui Betty Lou Gerson (1914–1999) è presente nel cast.
- Un sequel direct-to-video è stato progettato, ma a causa dell'insuccesso del film, è stato accantonato.